# レッサム・フィリリ
レッサム・フィリリ（ネパール語: रेशम फिरिरि、英語: Resham Firiri）は、ネパールで広く知られている国民歌の題名で、ラブソングである。内容は、絹のサリーが（風に）ハタハタとはためくように、恋人を思って胸が熱くなる様を、時にはコミカルに歌ったもの。ブッディ・パリヤル（Buddhi Pariyar）がネパール中部のポカラで聞いた民謡を採譜したと言われているが、元が何であったかははっきりしていない。

## カバー
1969年に、 当時人気の歌手のシュレスタ（Sunder Shrestha）とジョシ（Dwarika Lal Joshi）が歌って、ネパール・ラジオで放送されて有名になった。
その後、様々な歌手によって歌われ、通常伝統的な楽器のサランギなどの伴奏がある。

## 参照項目
- ネパールの音楽（Music of Nepal）